# Nueva Cádiz
Nueva Cádiz fue la primera ciudad fundada en Venezuela y la primera ciudad española en Suramérica. Fue erigida antes del año 1500, después del tercer viaje de Colón, en las costas de la isla de Cubagua por el marino italiano al servicio de los reyes, Giacomo Castiglione (hispanizado como Santiago Castellón), como campamento temporal para la explotación de las pesquerías de perlas. La ciudad fue destruida en 1541 por un maremoto y aunque parte de ella se encuentra sumergida, pueden verse ruinas en imágenes satelitales, fotografías aéreas y terrestres de la isla.

## Historia
Fray Bartolomé de las Casas dejó escrito que en 1500, a tan solo 2 años de su avistamiento por Cristóbal Colón, ya había en Cubagua 50 aventureros instalados que buscaban afanosamente las preciadas gemas de nácar que usaban los nativos en su ornamento personal.

El primer asentamiento de la región fue Nueva Cádiz, en la isla de Cubagua. Lo levantó hacia 1500 un italiano al servicio de España, Santiago Castellón (en realidad Giacomo Castiglione), para explotar las pesquerías de perlas...
José Javier Esparza

Después de la gran insurrección indígena de 1520, que provocó el abandono de la isla, esta volvió a ser ocupada y en 1526 fue elevada a la categoría de Villa con la denominación de Villa de Santiago de Cubagua, aunque al parecer nunca utilizó este título. Por fin, el 13 de septiembre de 1528 mediante una real cédula promulgada por el emperador Carlos V, se le otorgó el rango de ciudad, se le dotó de escudo de armas y se le cambió su nombre por el de Nueva Cádiz. Este sitio es el primer pueblo fundado por los españoles en América, y como ciudad, es considerada la primera ciudad de Venezuela, alcanzando una población de 1500 almas en 1535. El poblado era abastecido de agua dulce desde el cercano Puerto de las Perlas, actual ciudad de Cumaná, en tierra firme continental.

Mapa de la isla de Cubagua, donde se notan las ruinas de Nueva Cádiz.

En su época de apogeo, el ingreso que recibía España por concepto de la pesquería de perlas se equiparaba en valor monetario al suministrado por el oro del Perú. En ese entonces, Nueva Cádiz no solo contaba con una numerosa población de españoles e indígenas —estos últimos, obligados a trabajar como buzos en la recolección de perlas—, sino también de esclavos negros traídos de las "factorías" africanas.  Nueva Cádiz también fue objeto de ataques de piratas como Diego Ingenios y Jacques de Sores, que sitiaron el poblado y llegaron a capturar a su gobernador, Francisco Velázquez. 
Pero diversas calamidades naturales como el posible terremoto de 1541 (seguido de un huracán en 1543), la destrucción de los ostrales, el descubrimiento de ostrales en La Guajira y la paulatina muerte de los indígenas explotados (debido a las inhumanas condiciones de la extracción en las perlerías), contribuyeron a que la ciudad y la isla fuesen abandonadas en su totalidad por los españoles, si bien existen registros que indican que la isla estuvo poblada por algún tiempo más.  
Algunos relatos catastróficos asegurarían que la mitad de la isla se hundió debido a un terremoto, seguido por un maremoto, por lo que es posible que una parte de esta ciudad se encuentre sumergida en el mar Caribe. Tales tesis no han sido totalmente descartadas por los historiadores, ya que las búsquedas submarinas no han sido concluyentes en el lugar.

## Estudio detallado de la desaparición de Nueva Cádiz

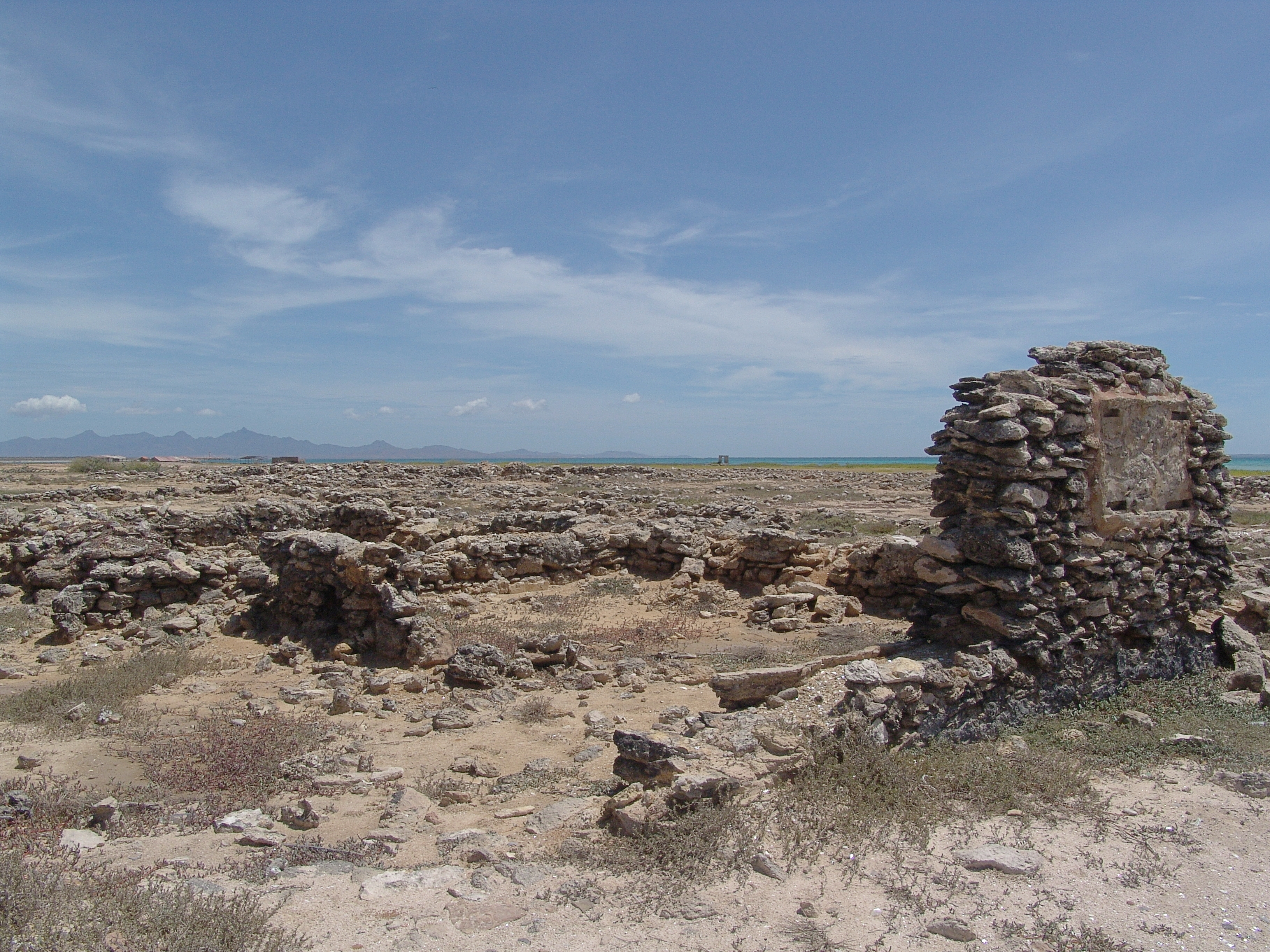
Ruinas de Nueva Cádiz, en la costa nororiental de la isla de Cubagua.

Al principio fallaron todos los intentos oficiales de conseguir la duradera colonización del poblado fundado por el genovés Giacomo Castiglione, ya que el problema de abastecimiento de agua era primordial y se llegó a la conclusión de que el establecimiento de una villa en Cubagua no podía fructificar sin la previa construcción de una fortaleza en la desembocadura del río Manzanares de la actual Cumaná, el cual era el que suministraba el agua.
La versión de Gonzalo Fernández de Oviedo, de que el establecimiento de "Nueva Cádiz" data de 1517, se considera acertada. Bajo la protección de la fortaleza de Cumaná que finalmente fue construida a principios de 1523, la aldea que se encontraba en la isla de Cubagua fue rápidamente organizada y surgió un auge extraordinario por la explotación de los placeres de perlas. 
No es probable que antes de 1525 los vecinos de esta aldea de Cubagua tuviesen conciencia de villa o ciudad. En ninguno de los registros de perlas de 1521 a 1525, que son las primeras fuentes locales que se conocen, se mencionaba el nombre del poblado de esta isla, y solo hablaban de Cubagua como isla.
En 1526 el poblado fue elevado a la categoría de Villa con la denominación de “Villa de Santiago de Cubagua”, aunque al parecer nunca utilizó este título. El 13 de septiembre de 1528 se le otorgó a este poblado el rango de ciudad, se dotó de escudo de armas, se dictaron las primeras ordenanzas que concedían a la ciudad autonomía política y se le cambió su nombre por el de “Nueva Cádiz”.  Mediante estas ordenanzas, la ciudad de Nueva Cádiz, hoy reconocida como la primera ciudad de Venezuela, no dependía de La Española y podía comerciar directamente con Castilla en España. Esto contribuyó a que los pobladores de Nueva Cádiz estimulasen su actividad: consiguientemente se dispusieron a construir su ciudad, sustituyendo las chozas iniciales por casas de piedra, con material traído desde Araya y aumentando el número de habitantes.
Entre 1531 y 1532 los lechos perlíferos evidenciaron los primeros signos de agotamiento. El auge creciente de la población con escasos medios de vida, creó en Nueva Cádiz problemas de abastecimiento de víveres, agua y leña. Los víveres llegaban desde Santo Domingo, el agua del río Manzanares en Cumaná y la leña era transportada desde la Isla Margarita. Cuando escaseaban las perlas los habitantes buscaban nuevas pesquerías y con la autorización de la Real Audiencia de Santo Domingo y del Rey Carlos I, se movilizaban al Cabo de la Vela.
La desaparición de Nueva Cádiz fue un proceso lento debido fundamentalmente a la falta de agua, a la resistencia de los indios al trabajo extenuante de las pesquerías de perlas y por las conquistas de tierras lejanas. La visita de los corsarios ingleses y franceses significó una grave amenaza para la supervivencia de la ciudad. Asimismo, embarcaciones de caribes merodeaban los contornos de la isla. Sin embargo, la causa fundamental de la despoblación de la ciudad fue la desaparición de los ostrales.
La población no emigró de golpe. Coincidente con el auge de las pesquerías en la isla de Cubagua ya hay una migración al Cabo de la Vela, porque no eran suficientes las de Cubagua. Para 1537 la isla y la ciudad se van despoblando y en 1541 la historia señala que sobrevino un huracán que las asoló con un terrible terremoto en 1543: sus pobladores huyeron a Margarita y fundaron un nuevo pueblo. A las ruinas de Nueva Cádiz, donde aún permanecían unos 10 habitantes, en 1543 arribaron piratas franceses quienes dejaron la ciudad envuelta en llamas y provocaron nuevamente el abandono de la isla.
Aunque no se conoce la fecha exacta de su abandono total por los españoles en esta temprana época, la historia señala que para 1545 un grupo de vecinos de Nueva Cádiz aspiraban incorporar a Margarita bajo su jurisdicción, lo cual confirma la existencia de población en la isla al menos para esa fecha. La ciudad desapareció, pero la isla siguió teniendo algunos habitantes hasta los tiempos de Simón Bolívar y las guerras de independencia de Venezuela. El agotamiento completo de los ostrales perlíferos de Cubagua en el año 1857, determina el abandono definitivo de esta isla y en adelante será visitada por algunos pescadores que solamente improvisarán rancherías.

## En el cine
En el año 2004, el documentalista Miguel Yabrudes emprende una extensa investigación para realizar el documental Nueva Cádiz de Cubagua. En el 2015 el director venezolano Jorge Thielen Armand realizó un documental sobre la isla de Cubagua y las ruinas de Nueva Cádiz. Este film fue premiado como mejor cortometraje documental por el jurado del Festival Internacional Cine Las Américas en Austin, Texas, USA.